# Robin des Bois le magnifique
Pour plus de détails, voir Fiche technique et Distribution.
Robin des Bois le magnifique (Il magnifico Robin Hood) est un film italien de 1970 sur Robin des Bois réalisé par Roberto Bianchi Montero. 

## Histoire
Le Prince Jean invente un plan pour faire de Robin des Bois le meurtrier d'un saxon noble tué lors de la libération du roi Richard Cœur de Lion.

## Fiche Technique
- Titre : Robin des Bois le magnifique
- Titre original : Il magnifico Robin Hood
- Réalisateur : Roberto Bianchi Montero
- Scénario : Juan Benito Alarcón, Arpad DeRiso et Angelo Sangermano
- Producteurs : Marco Claudio, Angelo Santaniello et Oscar Santaniello
- Musique : Augusto Martelli
- Photographie : Jaime Deu Casas
- Costumes : Oscar Capponi
- Durée : 91 minutes
- Sociétés de production : Marco Claudia Cinematografica, RM Films
- Sociétés de distribution : 
  -  Espagne : Cire Films
  -  Russie : Korporatsiya Arena
- Dates de sortie : 
  - Italie : 18 septembre 1970
  - Espagne : 12 juillet 1971

## Distribution
- George Martin : Robin des Bois
- Špela Rozin :	Rowina
- Frank Braña : Prince Jean
- Max Dean : Sir Jack Beacham
- Aldo Cecconi : Frère Tuck
- Cris Huerta : Petit Jean
- Antonella Murgia : Marianne
- Luciano Conti : Will